# Los Cinco en las Rocas del Diablo
Los Cinco en las Rocas del Diablo es un libro de la escritora británica Enid Blyton escrito en 1961. Corresponde al 19º libro de la colección de Los Cinco. 

## Argumento
El Profesor Hayling tiene que ir a Villa Kirrín a trabajar con tío Quintin, con él va su hijo Manitas y el mono de Manitas, Travieso. Pero los nervios de dos sabios trabajando, con cinco niños, un perro y un mono, se ponen especialmente a prueba. Especialmente con la costumbre de Manitas de imitar ruidos de coches. A Manitas se le ocurre la idea de ir con los Cinco de vacaciones a un faro que le regaló su padre tras terminar unos experimentos.
Allí conocen a Jeremías Boogle, que les cuenta las historias de los antiguos naufragadores que supuestamente vivían cerca de las Rocas del Diablo y habrían escondido una gran fortuna en las proximidades de la Cueva de los Piratas. Jeremías los lleva a ver la cueva, y Travieso se adentra por uno de los múltiples túneles que horadan la colina. El monito regresa con una moneda de oro en la mano, y los niños deciden buscar el tesoro.
Antes de que puedan comenzar a buscar el tesoro, Jacobo y Elías, los descendientes de los piratas, los dejan encerrados en el faro. Para intentar escapar, Julián y Dick deciden investigar el túnel que hay en los cimientos del viejo faro, su esperanza es encontrar un pasaje natural que les pueda servir para escapar. En lugar de eso, encuentran un pasaje que les lleva a un tesoro. Determinan regresar al faro, e intentar otro sistema para salir.
Los chicos intentan hacer señales con un mantel pero el fuerte viento se lo lleva, así que deciden encender el faro y volver a colocar la gran campana que se utilizaba para avisar a los barcos cuando había niebla. Cuando las señales se escuchan y se ven en el pueblo, Jeremías y Astuto van a investigar, derribando la puerta. Los chicos les muestran donde está escondido el tesoro.

## Personajes
- Los Cinco: Julián, Dick, Jorge, Ana y Tim.
- Quintin Kirrin y Fanny Kirrin (padres de Jorge)
- Profesor Hayling (científico padre de Manitas)
- Manitas Hayling (su padre ha olvidado su primer nombre)
- Jeremías Boogle (anciano guardacostas)
- Jorge Jackson (chófer, nieto de Jeremías)
- Agente Astuto (Constable Sharp, eficiente policía)
- Travieso (mono de Manitas)
- Elías y Jacobo Loomer (los villanos)